# Chapelle de Saint-Trèche
La chapelle de Saint-Trèche est un site comprenant une grotte, le mur réputé mérovingien d'un ancien monastère et une chapelle attestée au XVe siècle; site de pèlerinage aux XIXe et XXe siècles. Dès 1916 la chapelle est restaurée et transformée en Lieu de mémoire de la Première Guerre mondiale en particulier pour les morts de la commune de Saint-Jean-sur-Mayenne ; la précocité de ce mémorial et le caractère spécifique du lieu attirent tôt dons, dévotions et pèlerinages.
En bordure de la D162, elle est située sur un promontoire surplombant l'Ernée à l'entrée du bourg de Saint-Jean-sur-Mayenne en Mayenne.

## Appellation et toponymie
Le lieu est d'abord connu sous le nom de Bussogilum (variante Bossiolum) cité dans le diplôme impérial de Charles le Chauve en 856 donnant le monastère et ses biens aux moines de Noirmoutier évoquant une clairière de buis, toponymie retrouvée dans le nom du moulin voisin "moulin de Boisseau". Le monastère dédié initialement à saint Pierre prit ensuite le nom de saint Trèche son ermite et fondateur du VIIe siècle parfois accolé au saint patron de la commune saint Jean. Sur la carte cassini le lieu est noté "Saint Tryphon", on trouve également pour saint Trèche l'appellation  saint Troget, saint Treffe ou Tref. À sa transformation en 1916 en mémorial pour les soldats de la grande guerre la chapelle prend le nom de Notre Dame de la consolation en raison d'une statue médiévale placée dans la chapelle, vocable adapté à la nouvelle vocation du sanctuaire; elle prend même en juin 1917 l'appellation "chapelle commémorative des glorieuses victimes de la Grande Guerre" . Si la chapelle garde toujours le nom Notre Dame de la consolation, le lieu est connu et cartographié sous le nom de chapelle saint Trèche.

## Histoire
Saint Trèche est envoyé par l'évêque du Mans pour évangéliser le Maine occidental au VIIe siècle, il s’installe d'abord dans la grotte puis fonde un monastère sur le promontoire qui la surplombe, sa cellule est réputée située à l'emplacement de la chapelle actuelle; il ne reste de ce monastère qu'un mur avec des contreforts qui a les caractéristiques d'un mur mérovingien. À partir de 843 un groupe de moines de saint Philibert dans la grande translation de ses reliques, d'abord de l'Île de Noirmoutier à Saint-Philbert-de-Grand-Lieu où ils fondent une Abbaye, voyage lié aux incursions normandes, repartent sur la pression des normands et des bretons et font halte trois ans au monastère de saint Trèche et saint Jean,; à la suite de ce séjour  Charles le Chauve leur donne ce monastère et ses bénéfices par un diplôme impérial. Au XIIe siècle le monastère n'est plus actif mais La cellule de Saint-Trèche devenue chapelle est donnée à l'abbaye d’Évron et en 1125 l'évêque Hildebert confirme cette donation qui permet à ces moines d'en percevoir des dîmes jusqu'au XVIIIe siècle.
Au XIXe siècle le presbytère qui lui est attenant est démoli et la chapelle médiévale est fortement restaurée.
L'énergie et la volonté de Benjamin Helbert curé de Saint-Jean-sur-Mayenne de 1906 à 1934 transforment en 1916 ce lieu de pèlerinage et cette chapelle en sanctuaire aux héros de la guerre; cette mutation peut être suivie dans le bulletin paroissial hebdomadaire qu'il édite et qui est maintenant accessible en ligne.

## Description et mobilier intérieur

### plan
La chapelle, dont l'essentiel de la construction date du XIXe siècle, adopte un plan en croix; la façade, orientée au sud est percée de deux portes et surmontée d'un clocher mur à une cloche. L'édifice mesure 15 mètres environ de long pour une nef de 7 mètres de large et une largeur totale de 17 mètres avec les deux transepts qui s'ouvrent sur le chœur.

### Décor
À l'intérieur la totalité des murs est recouverte des plaques de marbres ex-voto à la mémoire des morts de la Première Guerre mondiale . Ces cent cinquante plaques ont fait totalement disparaître le décor peint.
À l'ouest dans le transept est installé l'oratoire de sainte Thérèse orné d'une reproduction de sa châsse, l'autre transept est dédié à l'ermite, l'autel en bois est l'œuvre du sacristain monsieur Mouchère en 1927 .
Au fond du chœur l'autel de marbre est offert par les dons au cours de la grande guerre.

### Statuaire
Outre la remarquable statue probablement du XIIIe siècle de Notre Dame de consolation de type sedes sapientiae, la Vierge à l'enfant surmontant l'autel serait l'ancienne Vierge de la grotte. Dans la nef sur des consoles se reconnaissent saint Jean Baptiste, saint Joseph, saint Benoit, saint Dominique, saint Pierre et saint Malo; au-dessus de l'autel de son oratoire une statue en bois évoque saint Trèche. Une curieuse santissima Bambina (représentation de la vierge enfant) témoigne de la vocation mariale du lieu.

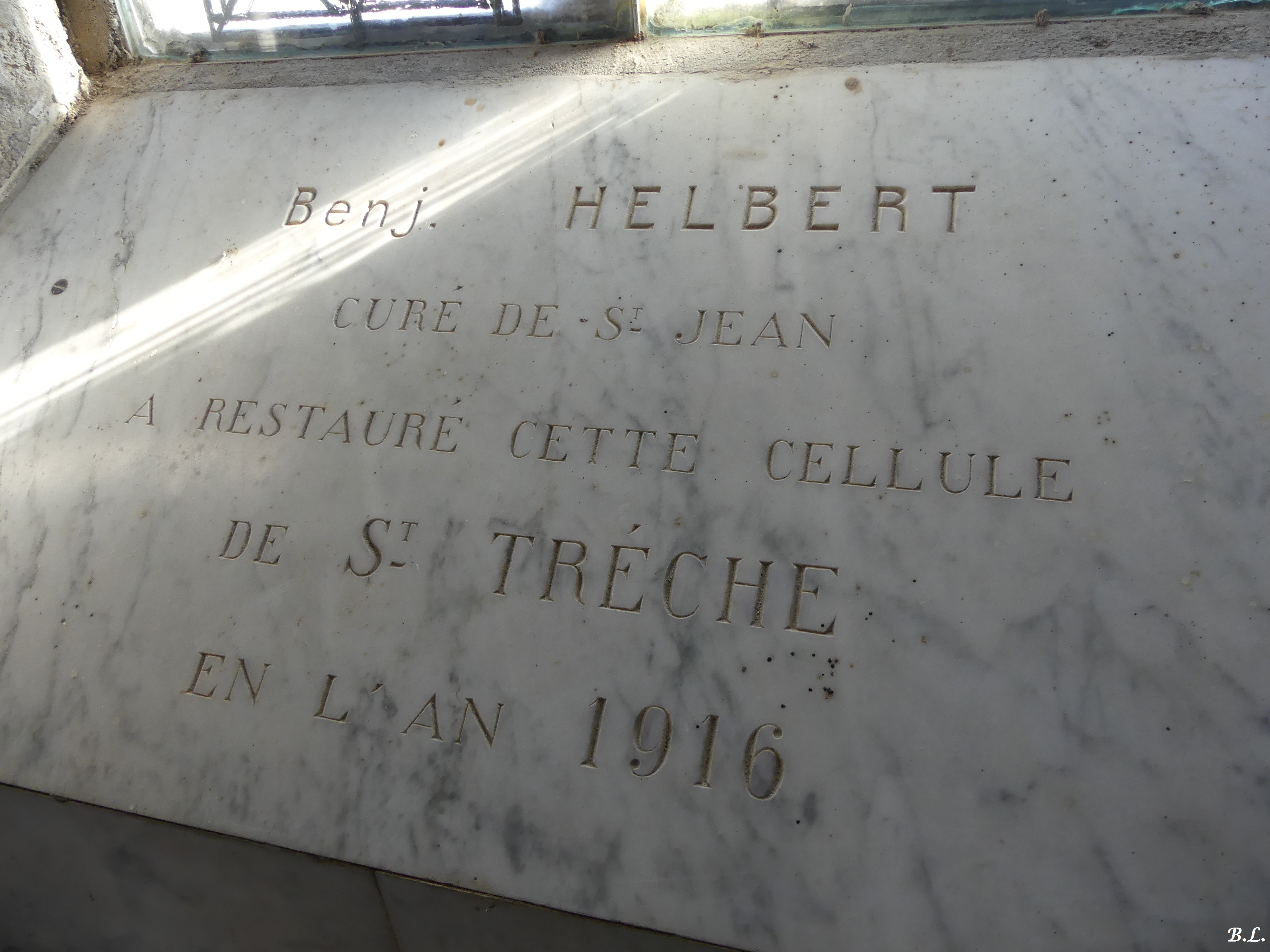
Hommage au curé Benjamin Helbert
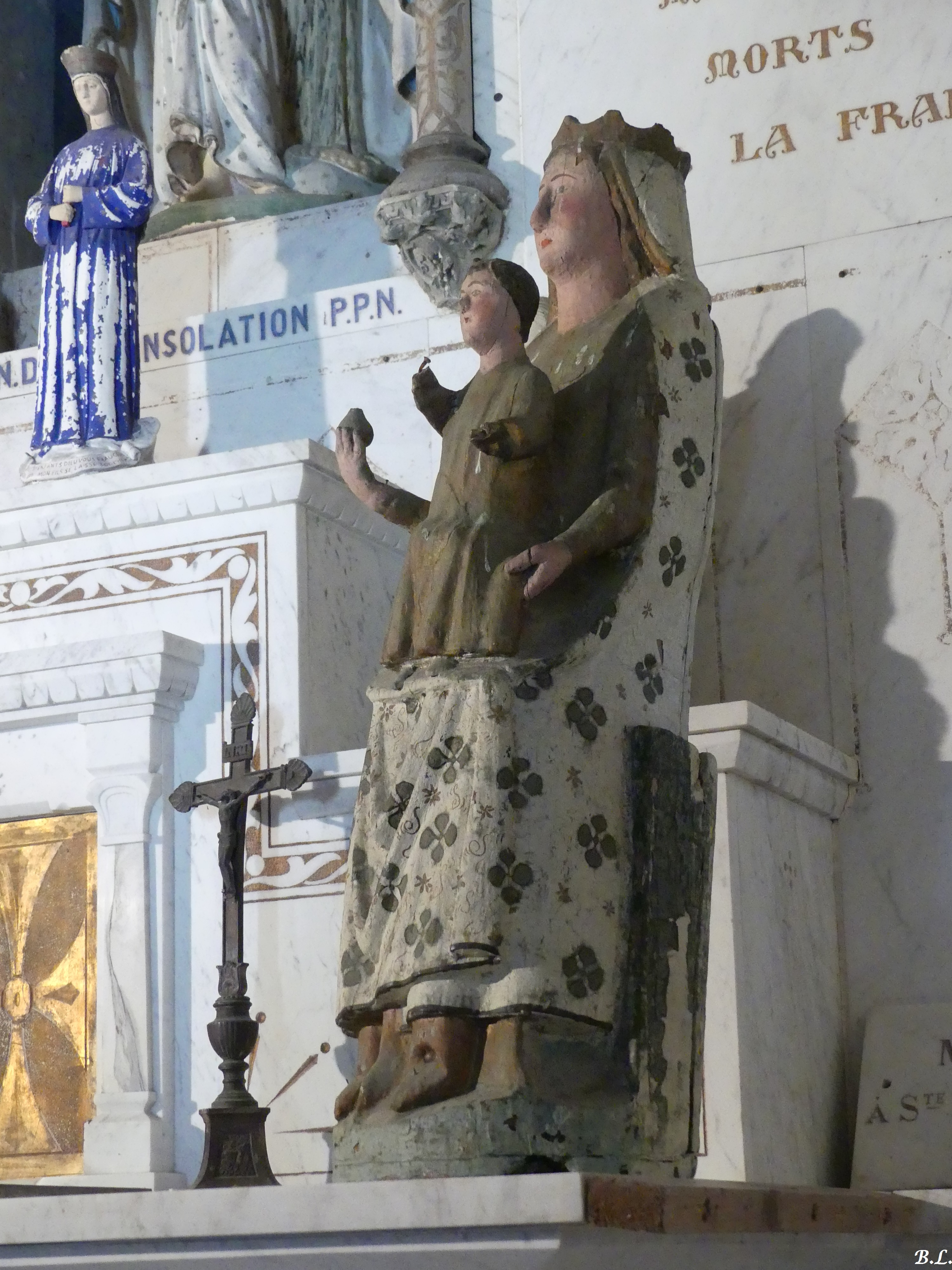
Notre Dame de la consolation.
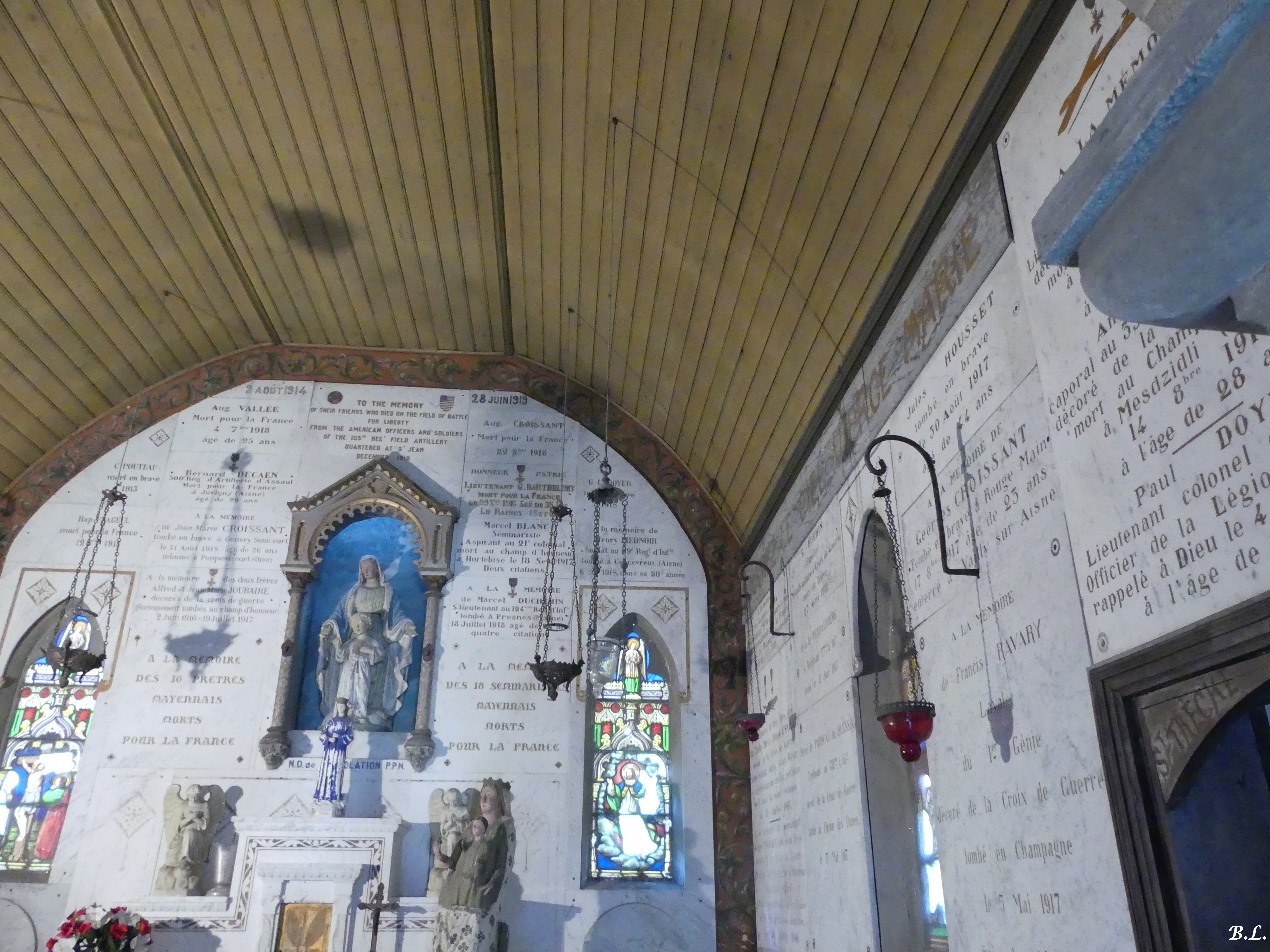
Intérieur de la chapelle
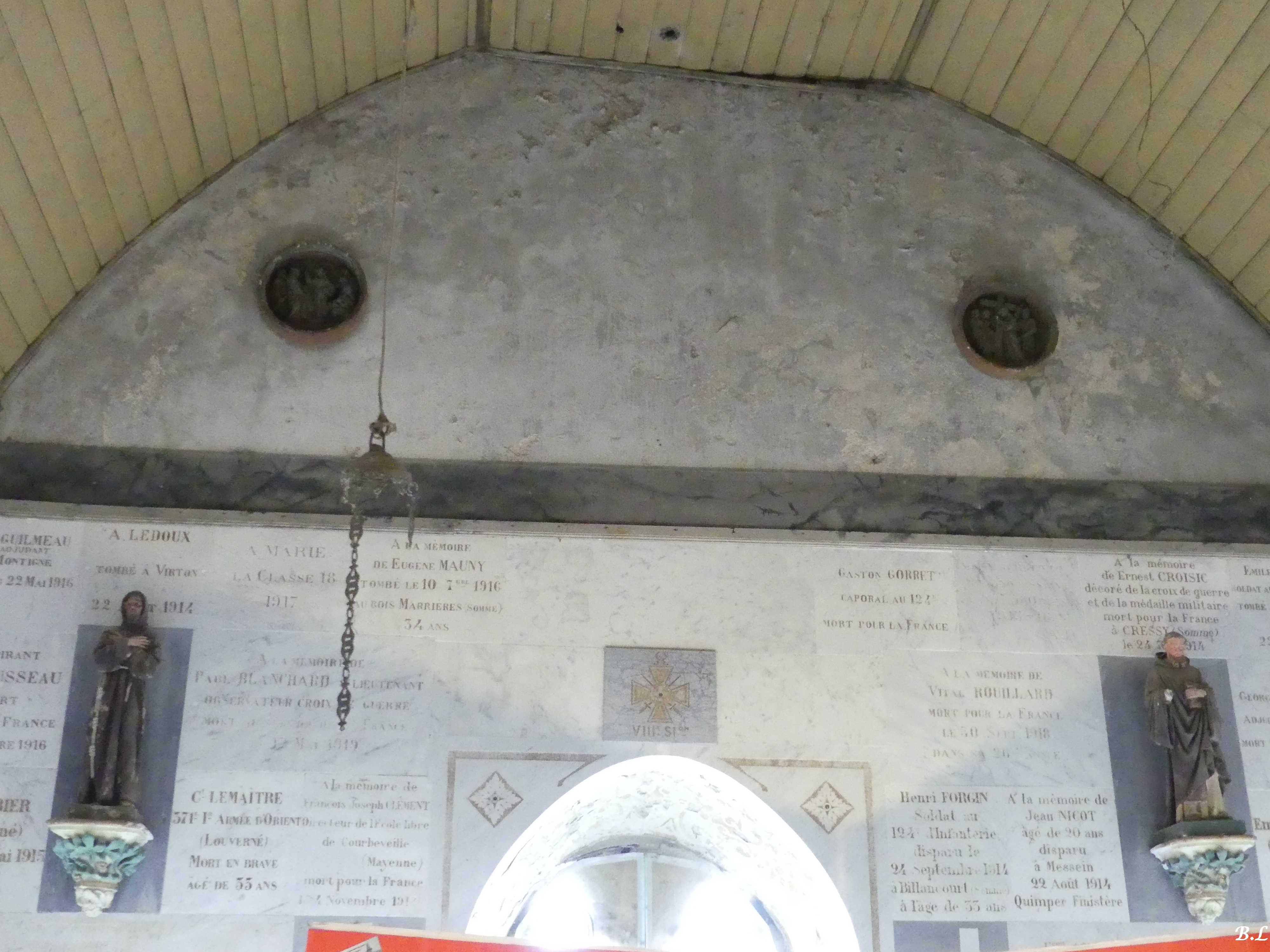
Mur intérieur de la façade, St Dominique et St Benoit.
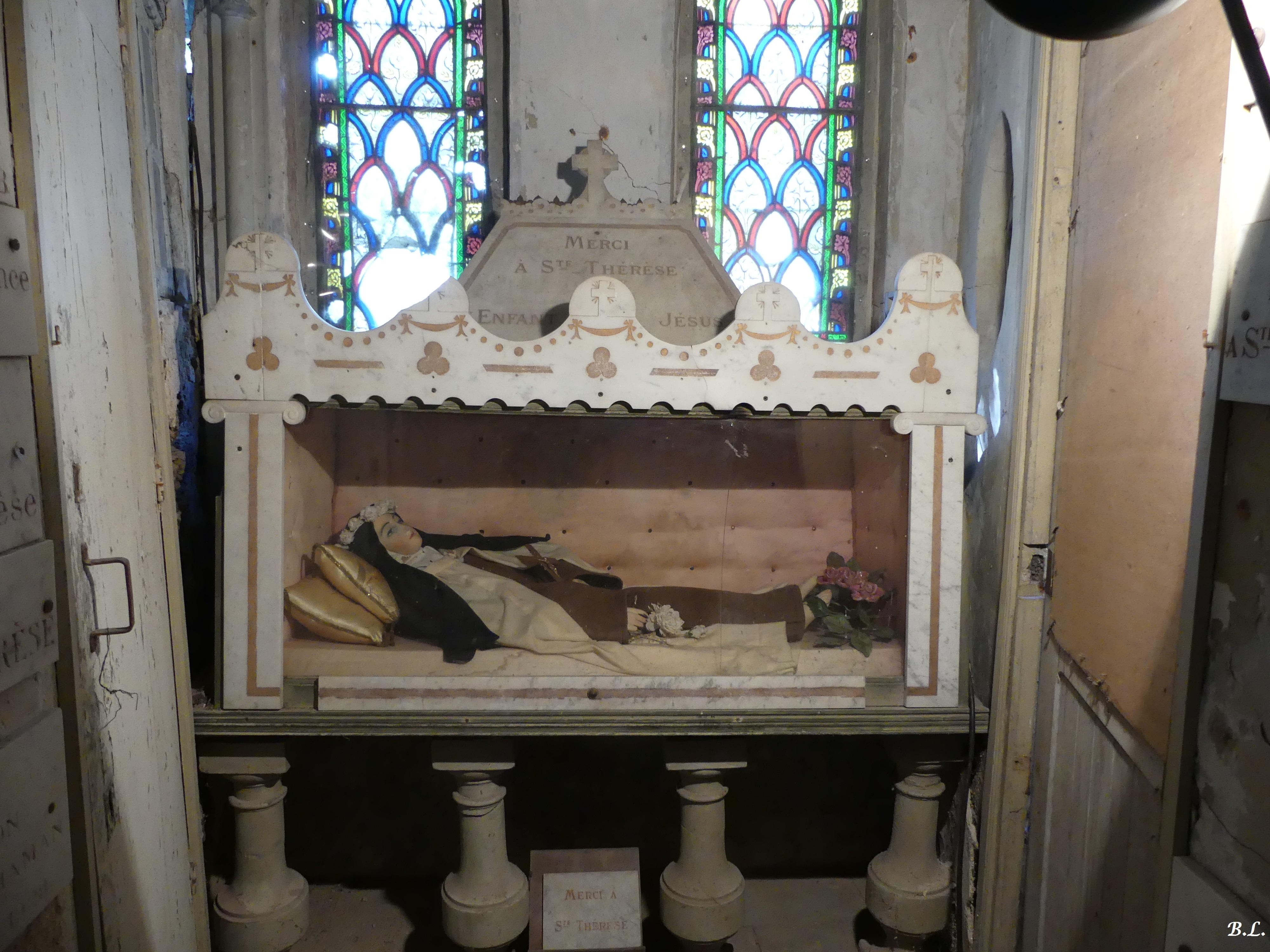
Châsse de sainte Thérèse
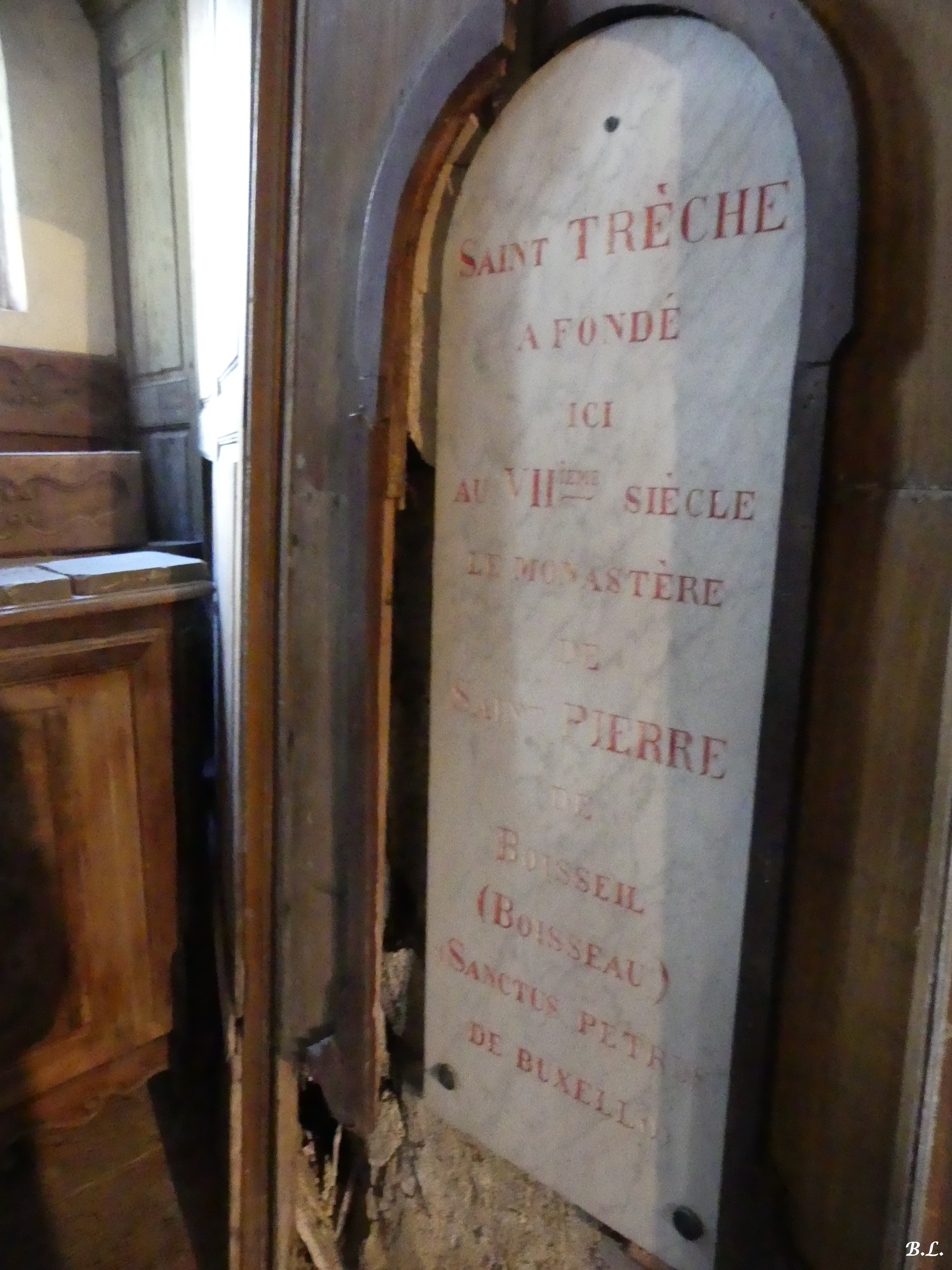
L'oratoire de saint Trèche
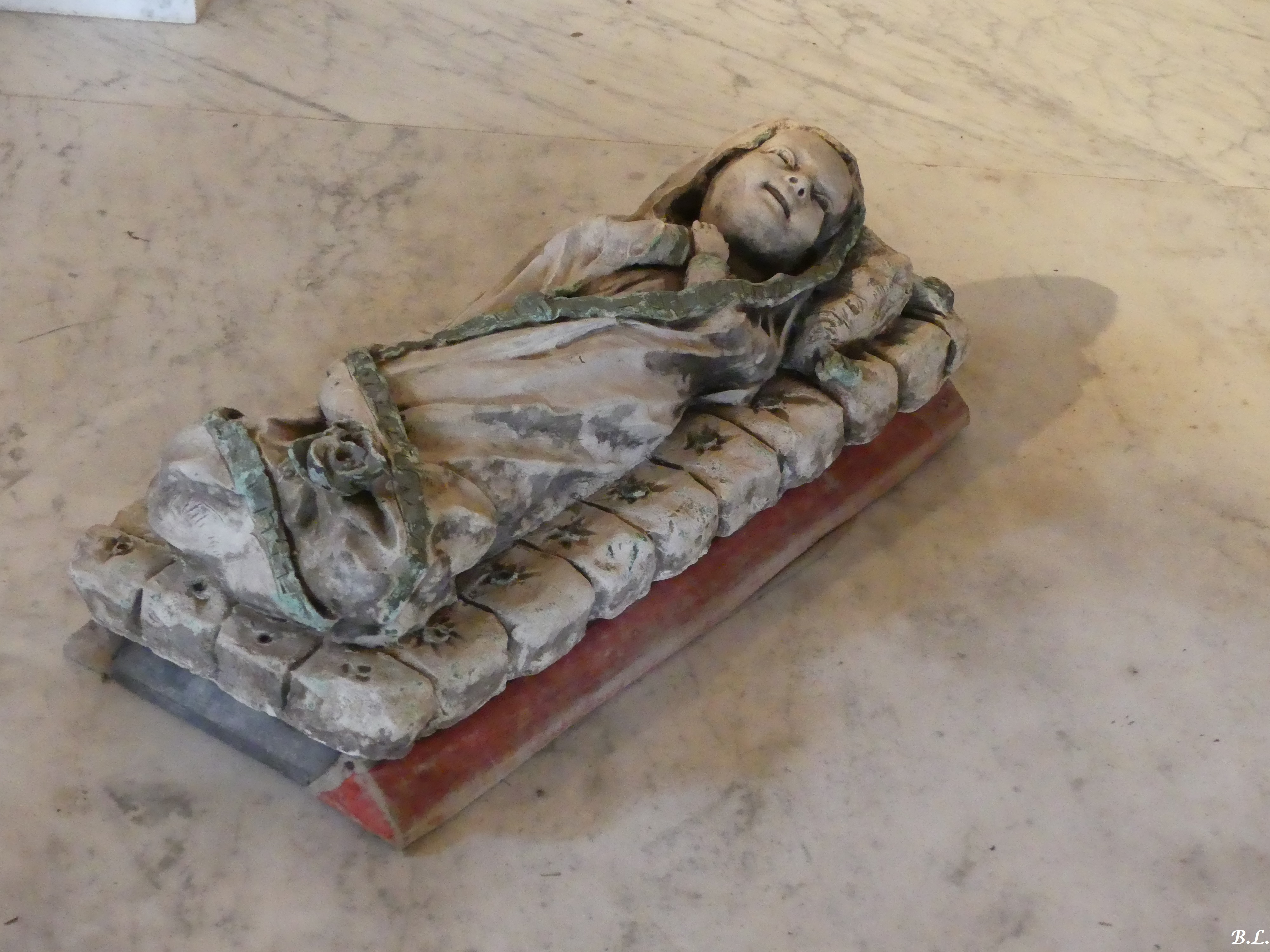
Santissima Bambina

## Usage et manifestations auxXXeetXXIesiècles
Dès le début du XXe siècle le site de la grotte est aménagé avec chaire de prédication, statue de la vierge dans une niche au-dessus de la grotte qui est ornée d'une statuaire évoquant une mise au tombeau. Site de pèlerinage sur le modèle de la Basilique de Lourdes, une reproduction de la basilique surplombe même un temps la grotte comme l'attestent des cartes postales et le journal paroissial, dès le début du conflit de la Première Guerre mondiale des Ex-voto sont placés autour de la grotte très fréquentée par les pensionnaires de l'ambulance de Saint-Jean-sur-Mayenne. En 1916 à la suite d'une demande d’enterrer deux héros de la guerre dans la chapelle, le conseil municipal décide que la chapelle doit honorer tous les soldats de la commune. Cette transformation de la chapelle en mémorial attire fréquentation et dons. En même temps qu'elle est restaurée ses murs se couvrent complètement d'ex-voto; toutes les semaines une procession va de la grotte à la chapelle avec places assises réservées aux soldats, procession qui peut réunir plus d'un millier de participants. le site bénéficie d'un arrêt sur la gare de tramway de la ligne Laval-Landivy desservant le sanctuaire de Pontmain.
Actuellement la grotte a perdu ses ornements, le site est en accès libre, des grilles empêchent l'accès à l'intérieur de la cavité pour préserver les chauves-souris sur l'initiative de Mayenne Nature Environnement. La chapelle entretenue par la commune et le soutien de l'association "A la rencontre du passé de Saint-Jean-sur-Mayenne" est le plus souvent fermée sauf dans des occasions comme les Journées du patrimoine .

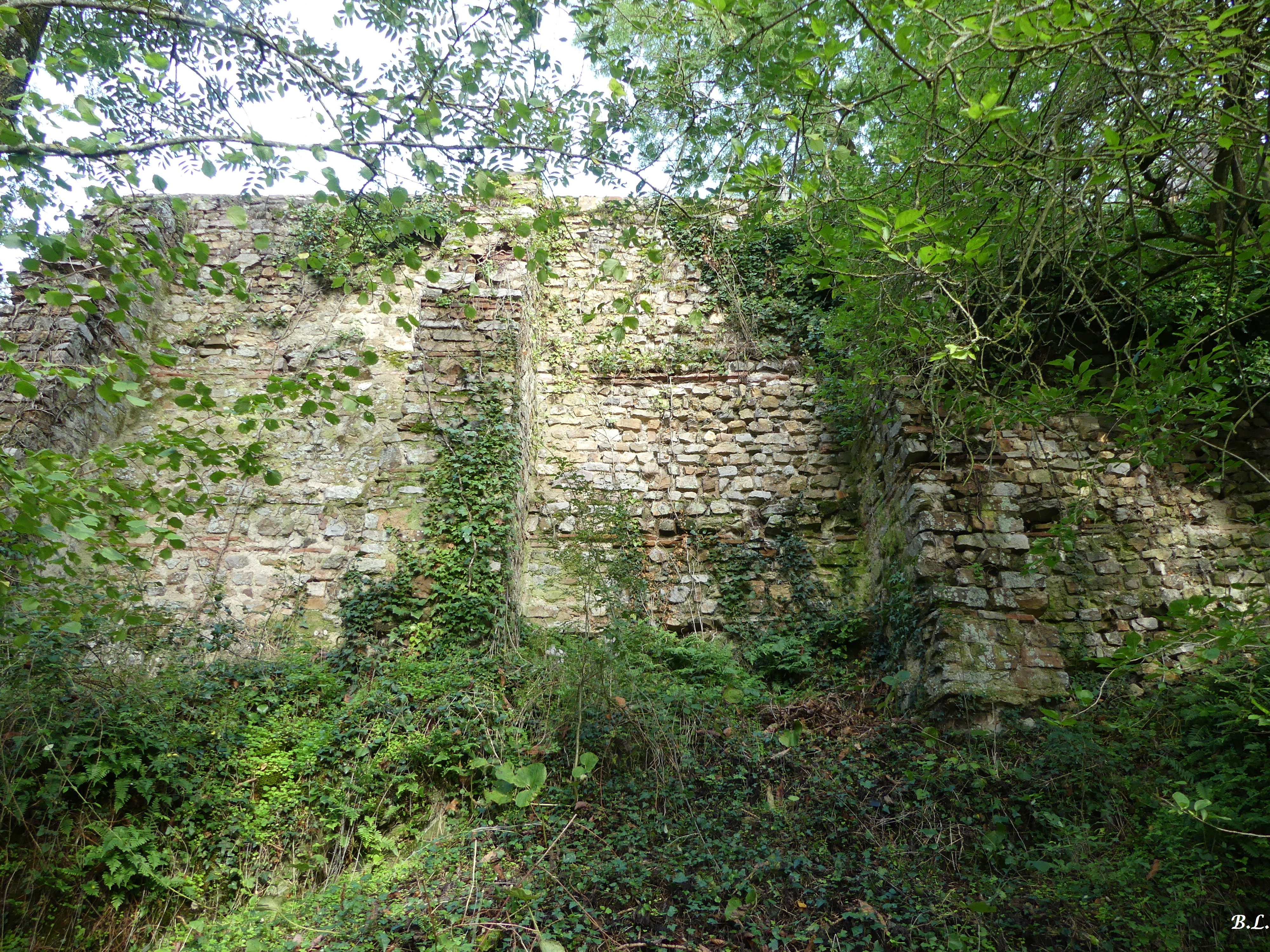
le mur mérovingien de l'ancien monastère
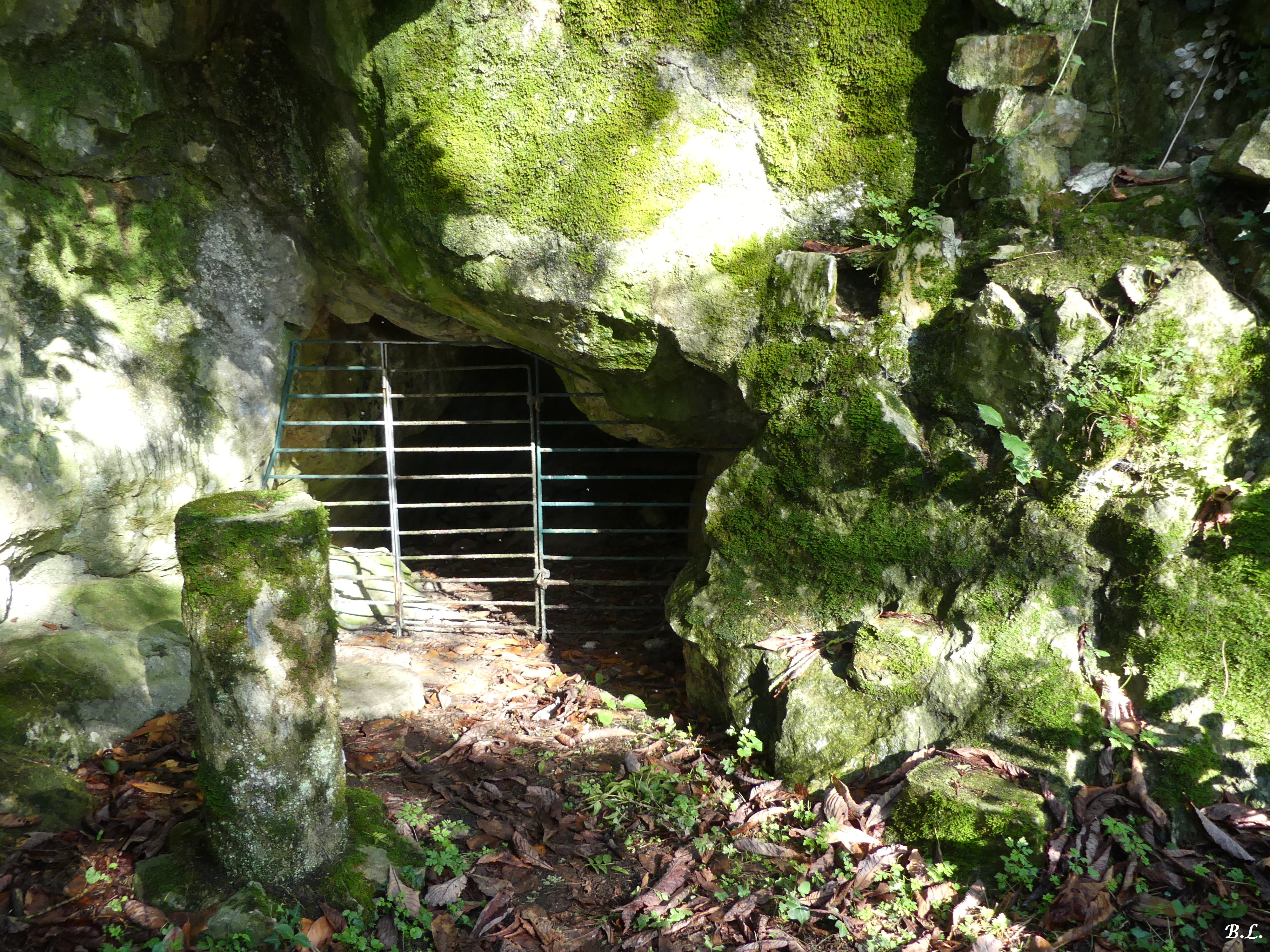
Grille de la grotte et niche de la Vierge
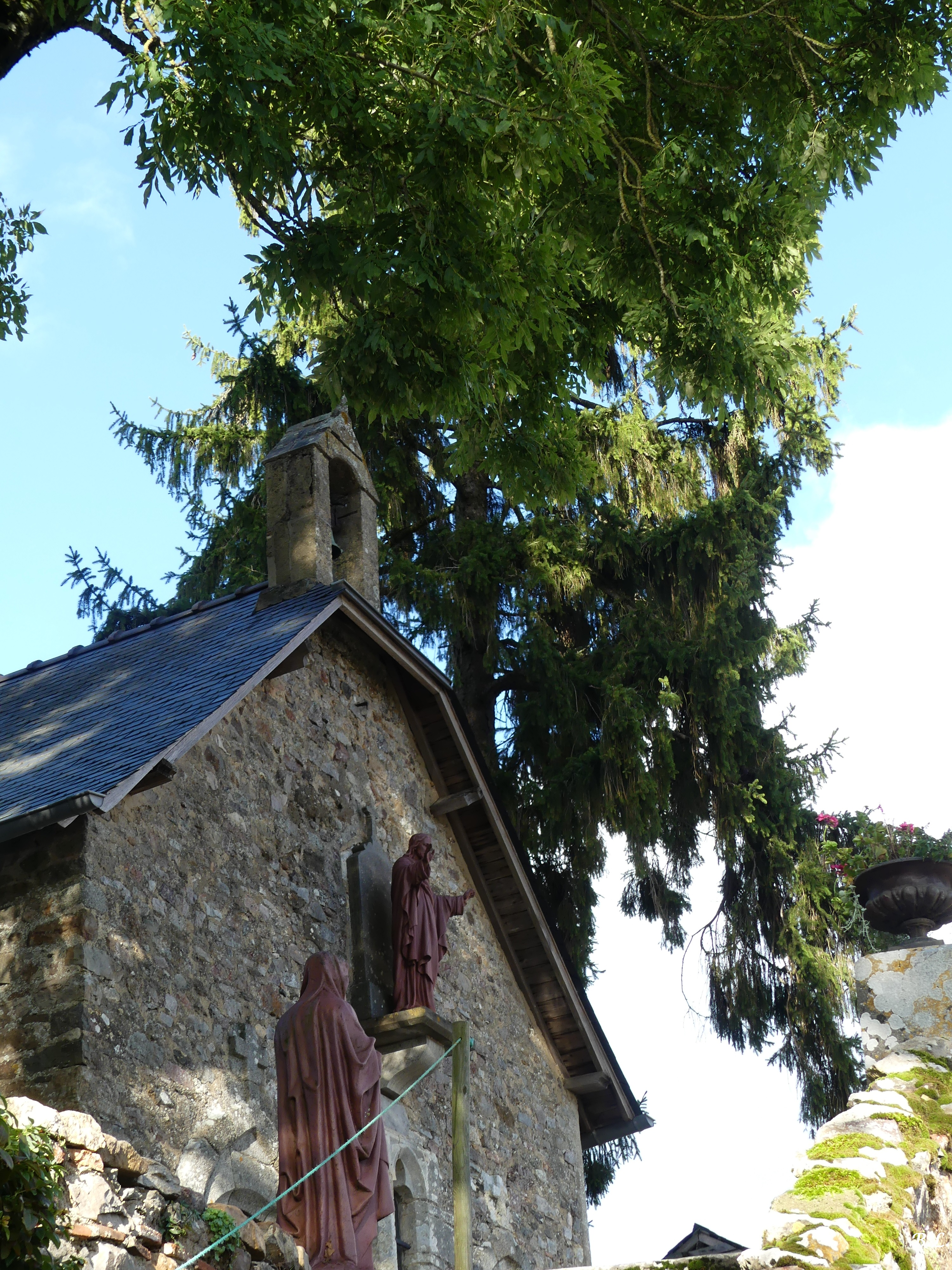
Façade et clocher mur

## Moulin
Il y avait un moulin sur l'Ernée, au-dessus du bourg qui fut supprimé. Le moulin de Saint-Tref appartient en 1606, à Jean Journée, sieur de Varaimbault, marchand à Avesnières. Pierre Gaudin, sieur de la Houssaie, baille à rente le moulin de Saint-Tref à Michel Le Roux, 1645. Guillaume Gaudin, sieur du Pont de Saint-Treffe, 1670 est sans doute le père de Jean Gaudin, sieur de la Houssaie, qui vend en 1676, le moulin du Pont-Saint-Tref pour 2 200 livres avec la closerie de Chafesné, à François Chapelle. Celui-ci donna en 1681 « le moulin, attrafus et sujets dudit moulin du Pont-Saint-Tref » à l'hôpital Saint-Louis de Laval.